# Jon Lilygreen
Jon Lilygreen (Newport, 4 augustus 1987) is een Welsh zanger.

## Biografie
Hij vertegenwoordigde samen met The Islanders Cyprus op het Eurovisiesongfestival 2010 in de Noorse hoofdstad Oslo. Dat hij Cyprus vertegenwoordigde kwam doordat ze in dat land al een nummer klaar hadden, maar geen geschikte kandidaat konden vinden. Toen ze op internet gingen zoeken kwamen ze bij Lilygreen uit. Met hun nummer Life looks better in spring overleefden ze de halve finale, en werden ze uiteindelijk eenentwintigste in de finale, met 27 punten.